# Rick Gómez
Richard Harper "Rick" Gomez (1 de junio de 1972) es un actor estadounidense y actor de voz. Es conocido por  interpretar al T-4 George Luz, en la miniserie ganadora del  Emmy de la HBO, Hermanos de Sangre (Band of Brothers), y como  "Endless Mike" Hellstrom  en la serie de  Nickelodeon Las aventuras  de Pete y Pete. Su hermano pequeño Joshua Gomez es también actor.

## Filmografía

### Películas
- Secuestro exprés (2012) - Sammy/Julius Jacks
- Leave (2011) - Henry - guionista
- Love Ranch (2009) - Tom Macy
- Una cenicienta moderna 2 (2008) - Bacne Spot Announcer
- The Boy in the Box (2008) - Officer JJ (post-production)
- Transformers (2007) - Sheriff
- Tekkonkinkreet (2006) - Kimura
- Sin City (2005) - Klump
- Ray (2004) - Tom Dowd
- Fronterz (2004) - Spin-Doctor Fred
- Delusion (2003) - Mr. Vidal
- Last Man Running (2003; también coguionista) - Richie
- 11:14 (2003) - Kevin (Paramedic #2)
- Thor: Tales of Asgard (2011) - Loki, hijo de Odín
- Blue Shark Hash (2000) - David
- Tango para tres (1999) - Rick
- Shark in a Bottle (1998) - Punk #2
- Enough Already (1998) - Kevin
- Mercy (1995) - Peter

### Películas  de televisión y miniseries
- El detective de Arthur Hailey (2005) - Detective Rodriguez
- Helter Skelter (2004) - Milio
- Hermanos de Sangre (Band of Brothers) (2001) - T/4. George Luz
- Mary and Rhoda (2000) - Video Editor

### Series de televisión
- Reckless (2014) Russ Waterman
- Justified (2010-presente) Asistente del fiscal David Vasquez
- Cupid (2009) Felix
- Vaca y Pollo Voces adicionales
- Agallas, el perro cobarde Voces adicionales
- Los castors cascarrabias Voces adicionales
- My Gym Partner's a Monkey (2006; animación, voz) Slips Python, Windsor Gorilla, James Ant
- ¿Qué hacemos con Brian (2006) - Dave
- Gary the Rat (2003; animación, voz) Bud y otras voces
- Boomtown (2003) - Detective Daniel Ramos
- Hitz (1997) - Robert Moore
- Kablam! (1996; animación, voz) - Sniz
- Bob and Sully (1995) - Sully
- Las aventuras de Pete y Pete (1993–96) - "Endless Mike" Hellstrom

### Apariciones especiales en series de televisión
- Burn Notice (2011) - William Resnik ("Necessary Evil")
- Hawaii Five-0 (2011) - Mateo Vargas "Hulio Castillo" ("Pahele")
- In-Laws (2002) - Ricky
- Ley y Orden (1996) – Cobrador de tickets
- Teenage Mutant Ninja Turtles (1990) - Matón (voz)

### Videojuegos
- Kingdom Hearts Birth by Sleep (2010; Versión en inglés) - Zack Fair (voz)
- Crisis Core: Final Fantasy VII (2008; Versión en inglés) - Zack Fair (voz)
- Call of Duty 2: Big Red One (2005) – Voces miscelánea
- Final Fantasy X-2 (2003; Versión en inglés) - Gippal (voz)

### Otros
- The Animatrix: "Final Flight of the Osiris" (2003; recopilación de cortos animados ) - Piloto (voz)
- Las crónicas de Riddick: Furia negra (2004) - Lead Merc (voz)
- Final Fantasy VII Advent Children (2006 versión en inglés) - Zack Fair (voz)
- Final Fantasy VII Advent Children Completo (2009 versión en inglés) - Zack Fair (voz)